# اوربانووو، استان لهستان بزرگ
اوربانووو، استان لهستان بزرگ (لهستانی: Urbanowo, Greater Poland Voivodeship) روستایی در گمینا اوپالنگتسا شهرستان نوو تومشل واقع در استان لهستان بزرگ است که در مرکز غربی لهستان قرار دارد. این روستا در ۵ کیلومتری جنوب اوپالنیکا، ۱۹ شرق نووی تومیشل و ۳۹ کیلومتری جنوب غربی پوزنان واقع شده‌است.